# Comitato di Bács-Bodrog
Il comitato di Bács-Bodrog (in ungherese Bács-Bodrog vármegye, in serbo Бачко-Бодрошка жупанија o Bačko-Bodroška županija, in croato Bačko-Bodroška županija, in latino Comitatus Bacsiensis [Bachiensis, Bácsiensis] et Bodrogiensis) è stato un antico comitato del Regno d'Ungheria, il cui territorio è diviso tra la Serbia e l'Ungheria. Capoluogo del comitato era la città di Zombor, poi nota col nome serbo di Sombor.
Il comitato di Bács-Bodrog confinava con gli altri comitati di Pest-Pilis-Solt-Kiskun, Csongrád, Torontál, Sirmia, Verőce (questi ultimi due facenti parte della Croazia-Slavonia) e Baranya.
Geograficamente comprendeva la fertile regione della Bácska ed era nettamente delimitato a sud e ad ovest dal Danubio e ad est dal Tibisco.

## Storia
Le origini del comitato risalgono al comitato di Bács, già esistente nell'XI secolo e passato all'Impero ottomano nel XVI secolo (sangiaccato di Seghedino). Recuperata l'intera Bácska nel 1699 (Pace di Carlowitz), gli Asburgo ne attribuirono parte alla Frontiera Militare. Nel 1848/49 l'intera area divenne parte del Voivodato di Serbia e poi della provincia asburgica del Voivodato di Serbia e del Banato di Temesvár (1849-1860). Il comitato di Bács-Bodrog fu creato negli anni 1860, quando l'intera area fu inglobata nel Regno d'Ungheria.
In seguito al Trattato del Trianon (1920) il territorio fu spartito tra il Regno dei Serbi, Croati e Sloveni (il futuro Regno di Jugoslavia, cui andò la porzione maggiore con le città di Sombor, Subotica (Szabadka) e Novi Sad (Újvidék) e l'Ungheria, che si dovette accontentare del 15% rimanente.
In seguito alla seconda guerra mondiale, per effetto della riforma amministrativa ungherese del 1950, ciò che rimaneva del comitato venne fuso con la porzione meridionale del comitato di Pest-Pilis-Solt-Kiskun a formare la nuova contea di Bács-Kiskun. La parte serba appartiene invece all'attuale provincia della Voivodina.

## Popolazione
In base al censimento ungherese del 1910, le lingue d'uso della popolazione del comitato erano le seguenti:
- 363,518 (44.75%) ungherese
- 190,697 (23.47%) tedesco
- 145,063 (17.86%) serbo
- 30,137 slovacco
- 10,760 ruteno
- 1,279 croato
- 386 romeno

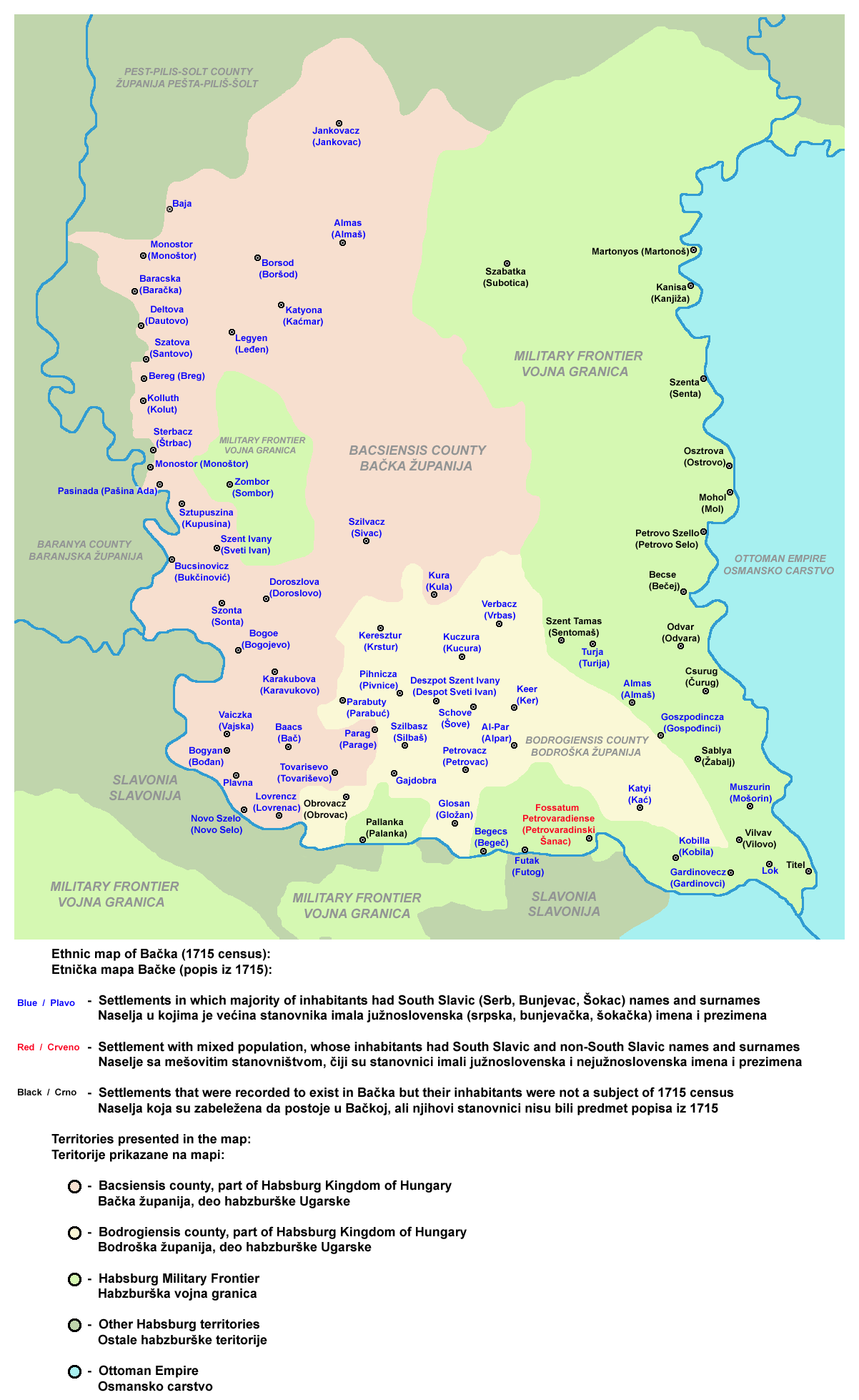
Mappa etnica (1715)
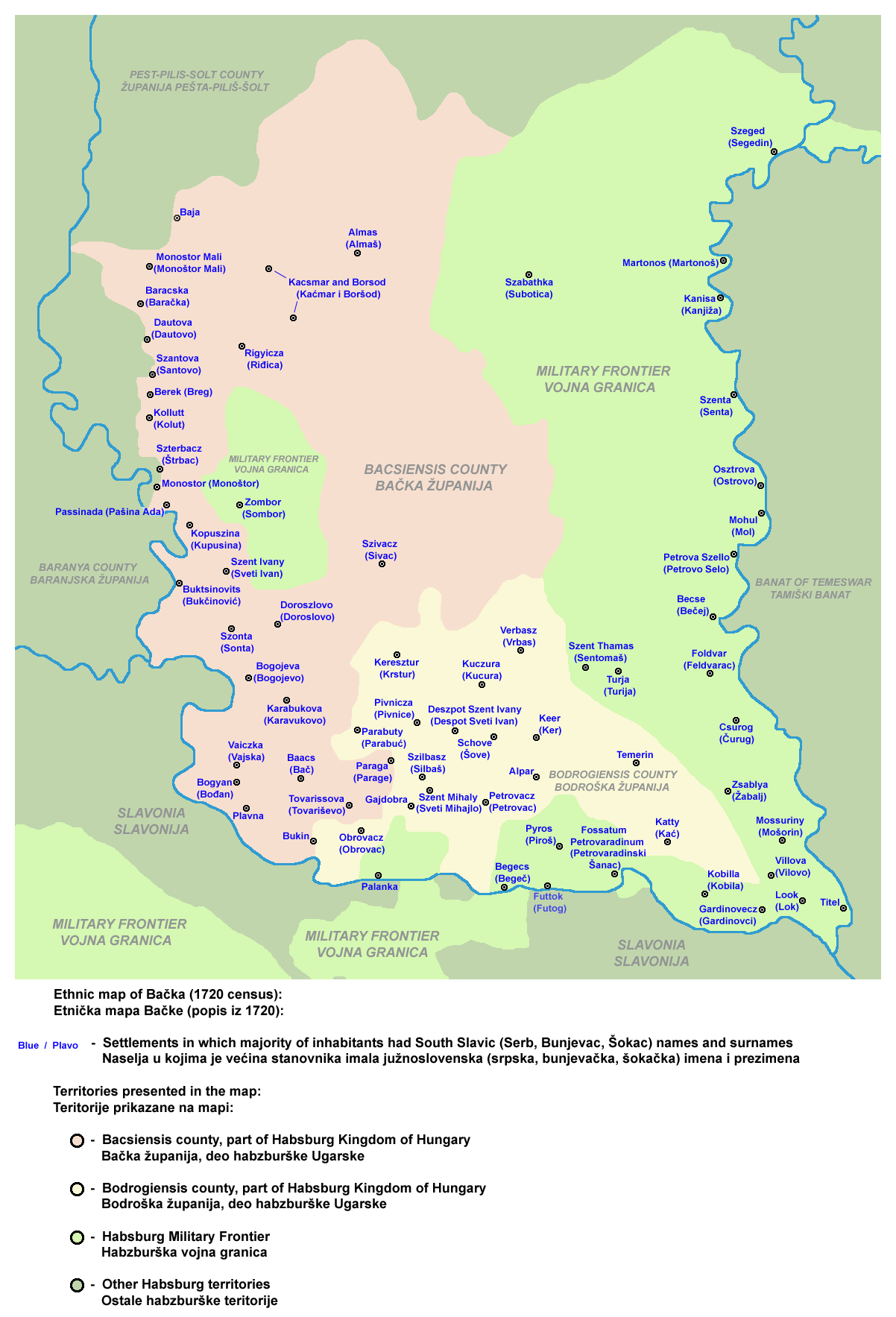
Mappa etnica (1720)